# Giwat Jeszajahu
Giwat Jeszajahu (hebr.: גבעת ישעיהו) – moszaw położony w samorządzie regionu Matte Jehuda, w Dystrykcie Jerozolimy, w Izraelu.
Leży w górach Judei.

## Historia
Moszaw został założony w 1958 przez imigrantów z Węgier.

## Gospodarka
Gospodarka moszawu opiera się na rolnictwiem i sadownictwie.